# Achrus nigronervosus
Achrus nigronervosus är en insektsart som beskrevs av Lindberg 1925. Achrus nigronervosus ingår i släktet Achrus och familjen dvärgstritar. Inga underarter finns listade i Catalogue of Life.